# Typhlodromus ornatulus
Typhlodromus ornatulus är en spindeldjursart som först beskrevs av Mohammad Nazeer Chaudhri 1975.  Typhlodromus ornatulus ingår i släktet Typhlodromus och familjen Phytoseiidae. Inga underarter finns listade i Catalogue of Life.